# Perui sol
A perui sol (spanyolul: sol) Peru jelenlegi hivatalos pénzneme, váltópénze a céntimo (egy sol = 100 céntimo).

## Története
Az új solt 1991. július 1-jén vezettek be az addigra súlyosan elértéktelenedett inti helyébe 1 új sol = 1 000 000 inti arányban. Az érmék 1991. október 1-jén, a bankjegyek november 13-án kerültek forgalomba. Az új sol jelenleg alig inflálódik, 2009-ben mintegy 2%-os volt az inflációs ráta. Az amerikai dollárral szembeni árfolyama is stabil, bevezetése óta fenn tudták tartani a 3,1-3,5 új sol közötti dollárárfolyamot.
A pénz neve utal Peru történelmi pénznemére, a 19. századtól 1985-ig használt solra. A sol spanyolul napot jelent, mely a hatalom isteni szimbóluma a perui hagyományokkal, kapcsolatot teremtve. A név egyben utal a korábban használt pénz, az inti nevére is: Inti az inkák napistene volt.
2015. december 15-én a parlament elfogadta a pénznév megváltoztatását. Az „új” szót elhagyták a több, mint 20 éve hivatalos pénznemből.

## Érmék
| névérték   | leírás  | leírás    | leírás | leírás                             | leírás  | dátumok    | dátumok           |
| névérték   | átmérő  | vastagság | tömeg  | összetétel                         | szegély | kibocsátás | visszavonás       |
| ---------- | ------- | --------- | ------ | ---------------------------------- | ------- | ---------- | ----------------- |
| 1 céntimo  | 16 mm   | 1,05 mm   | 1,78 g | réz                                | sima    | 1991       | nincs forgalomban |
| 1 céntimo  | 16 mm   | 1,50 mm   | 0,82 g | Alumínium                          | sima    | 1991       | forgalomban       |
| 5 céntimo  | 18 mm   | 1,26 mm   | 2,7 g  | réz                                | sima    | 1991       | forgalomban       |
| 5 céntimo  | 18 mm   | 1,5 mm    | 1,02 g | Alumínium                          | sima    | 1991       | forgalomban       |
| 10 céntimo | 20,5 mm | 1,26 mm   | 3,5 g  | réz                                | sima    | 1991       | forgalomban       |
| 20 céntimo | 23 mm   | 1,26 mm   | 4,4 g  | réz                                | sima    | 1991       | forgalomban       |
| 50 céntimo | 22 mm   | 1,65 mm   | 5,45 g | réz, cink, nikkel                  | bordás  | 1991       | forgalomban       |
| 1 sol      | 25,5 mm | 1,65 mm   | 7,32 g | réz, cink, nikkel                  | bordás  | 1991       | forgalomban       |
| 2 sol      | 22,2 mm | 2,07 mm   | 5,62 g | gyűrű: acél mag: réz, cink, nikkel | sima    | 1991       | forgalomban       |
| 5 sol      | 24,3 mm | 2,13 mm   | 6,67 g | gyűrű: acél mag: réz, cink, nikkel | sima    | 1991       | forgalomban       |

## Bankjegyek

### 1991-es sorozat
| névérték | méret       | szín      | leírás                                              | leírás                        | dátumok    | dátumok     |
| névérték | méret       | szín      | előlap                                              | hátlap                        | Kibocsátás | visszavonás |
| -------- | ----------- | --------- | --------------------------------------------------- | ----------------------------- | ---------- | ----------- |
| 10 sol   | 140 × 65 mm | zöld      | José Abelardo Quiñones Gonzáles, Curtiss Hawk 75-A8 | Caproni Ca.113 repülőgép      | 1991       | forgalomban |
| 10 sol   | 140 × 65 mm | zöld      | José Abelardo Quiñones Gonzáles                     | Machu Picchu                  | 2011       | forgalomban |
| 20 sol   | 140 × 65 mm | narancs   | Raúl Porras Barrenechea és a San Marcos Egyetem     | Torre Tagle-palota            | 1991       | forgalomban |
| 20 sol   | 140 × 65 mm | narancs   | Raúl Porras Barrenechea                             | Huaca del Dragón              | 2011       | forgalomban |
| 50 sol   | 140 × 65 mm | barna     | Abraham Valdelomar Pinto                            | A huacachinai tó              | 1991       | forgalomban |
| 50 sol   | 140 × 65 mm | barna     | Abraham Valdelomar Pinto                            | Chavín de Huántar új temploma | 2011       | forgalomban |
| 100 sol  | 140 × 65 mm | kék       | Jorge Basadre Grohmann                              | Perui Nemzeti Könyvtár        | 1992       | forgalomban |
| 100 sol  | 140 × 65 mm | kék       | Jorge Basadre Grohmann                              | Gran Pajáten                  | 2011       | forgalomban |
| 200 sol  | 140 × 65 mm | rózsaszín | Santa Rosa de Lima                                  | Convento de Santo Domingo     | 1995       | forgalomban |
| 200 sol  | 140 × 65 mm | rózsaszín | Santa Rosa de Lima                                  | Caral-Supe                    | 2011       | forgalomban |

### 2021-es sorozat
| névérték | méret       | szín   | leírás                         | leírás        | dátumok            | dátumok     |
| névérték | méret       | szín   | előlap                         | hátlap        | Kibocsátás         | visszavonás |
| -------- | ----------- | ------ | ------------------------------ | ------------- | ------------------ | ----------- |
| 10 sol   | 140 x 65 mm | zöld   | Chabuca Granda                 | alpakka       | 2021. július 22.   |             |
| 20 sol   | 140 x 65 mm | vörös  | José María Arguedas Altamirano | kondorkeselyű | 2022. július 20.   |             |
| 50 sol   | 140 x 65 mm | vörös  | María Rostworowski Tovar       | jaguár        | 2022. július 20.   |             |
| 100 sol  | 140 x 65 mm | kék    | Pedro Paulet                   | kolibri       | 2021. július 22.   |             |
| 200 sol  | 140 x 65 mm | ibolya | Tilsa Tsuchiya                 | ?             | 2023. december 15. |             |